# Hart's Location
Hart's Location è un comune degli Stati Uniti d'America facente parte della contea di Carroll nello stato del New Hampshire. È noto per essere tra i primi comuni a dichiarare i risultati elettorali, avendo emulato Dixville Notch (pur non riscuotendo lo stesso successo mediatico).